# Egon Herbrig
Egon Herbrig (* 3. Juni 1932; † 18. Juli 2018)
war ein deutscher Unternehmer der metallverarbeitenden Industrie.

## Leben
Egon Herbrig gründete am 1. September 1956 gemeinsam mit seiner Ehefrau in Bärenstein das Unternehmen Herbrig als Handwerksbetrieb der Feinmechanik. Dieses wurde am 1. September 1958 in eine Produktionsgenossenschaft des Handwerks als PGH Feinmechanik Bärenstein überführt. 1972 wurde der Betrieb als VEB Elektronische Erzeugnisse Bärenstein zwangsverstaatlicht und Herbrig führte den Betrieb als Betriebsdirektor. Der neue Unternehmensgegenstand beschränkte sich nunmehr auf die Herstellung von Präzisionswiderständen, Drehkondensatoren und Fotoverschlüssen für Pentacon-Kameras, in erster Linie für den heimischen Markt. Das Unternehmen wurde am 1. Mai 1985 durch Kombinatsumgliederung zum Betriebsteil Elektronische Erzeugnisse Bärenstein des VEB PENTACON Dresden im Kombinat Carl Zeiss Jena herabgestuft.
Am 1. September 1990 gelang ihm, gemeinsam mit seiner Familie und Geschäftspartnern, die Reprivatisierung seines ursprünglichen Unternehmens. Von ursprünglich 300 Mitarbeitern verblieben nur noch 28 im reprivatisierten Unternehmen, das nunmehr als Herbrig & Co. GmbH firmierte. Auf diesem aufbauend gelang es, das Unternehmen zu einer der führenden Drehereien in Sachsen zu entwickeln. Ein zwischen 2006 und 2008 entwickeltes Unternehmenskonzept wurde von der Ostsächsischen Sparkasse Dresden mitfinanziert, die über eines ihrer Tochterunternehmen eine Beteiligung am Unternehmen einging und diese bis 2014 hielt.
2008 übergab er die Unternehmensnachfolge an seinen Großneffen Christoph Herbrig. Der Betrieb spezialisierte sich auf die Fertigung einfacher bis hochkomplizierter Präzisionsdrehteile und Baugruppen und arbeitet für Kunden in aller Welt und hatte 2017 ca. 150 Beschäftigte.
Egon Herbrig gehörte zu den Gründern des IMPRO – Interessenverband Metall- und Präzisionstechnik Osterzgebirge e.V. Er war Initiator der „Bärensteiner Gespräche“ zur Bündelung von Interessen und Aktivitäten der Unternehmen im Müglitztal. Ebenso engagierte er sich für leistungsschwächere Jugendliche auf ihrem Weg zu einem Berufsabschluss in der Metallbranche.
Seine ehrenamtliche Mitarbeit im Vorstand der Handwerkskammer Dresden und deren Meisterprüfungsausschuss und seine jahrzehntelange ideelle und finanzielle Unterstützung von Sport, Kirchen, Verbänden und seiner Heimatgemeinde führten 2014 zur Auszeichnung mit dem Verdienstkreuz am Bande der Bundesrepublik Deutschland.